# Fionn O'Shea
Fionn O'Shea (Dublino, 2 gennaio 1997) è un attore irlandese.

## Biografia
Dopo aver frequentato il Gonzaga College di Ranelagh, Dublino, O'Shea si è formato alla Visions Drama School.

## Filmografia

### Cinema
- New Boy, regia di Steph Green - cortometraggio (2007)
- Hoor, regia di John Kennedy e Ruairí O'Brien - cortometraggio (2008)
- La magia della vita (A Shine of Rainbows), regia di Vic Sarin (2009)
- The Mill, regia di David Freyne - cortometraggio (2009)
- Free Chips Forever!, regia di Claire Dix - cortometraggio (2009)
- La battaglia di Jadotville (The Siege of Jadotville), regia di Richie Smyth (2016)
- Handsome Devil, regia di John Butler (2016)
- Earthy Encounters, regia di Sam Johnson - cortometraggio (2018)
- La conseguenza (The Aftermath), regia di James Kent (2019)
- Dating Amber, regia di David Freyne (2020)
- Cherry - Innocenza perduta (Cherry), regia di Anthony e Joe Russo (2021)
- Wolf, regia di Nathalie Biancheri (2021)
- Prima danza, poi pensa. Alla ricerca di Beckett (Dance First), regia di James Marsh (2023)
- Lilies Not for Me, regia di Will Seefried (2024)
- Four Letters of Love, regia di Polly Steele (2024)

### Televisione
- The Santa Incident, regia di Yelena Lanskaya – film TV (2010)
- Jack Taylor – serie TV, 1 episodio (2010)
- Roy – serie TV, 24 episodi (2009-2012)
- The Centre – serie TV, 1 episodio (2014)
- Innocent – serie TV, 4 episodi (2018)
- Hang Ups – serie TV, 6 episodi (2018)
- Lettera al re (The Letter for the King) – serie TV, 5 episodi (2020)
- Normal People, regia di Lenny Abrahamson e Hettie Macdonald – miniserie TV, 5 episodi (20)
- Masters of the Air, regia di vari registi – miniserie TV, 2 episodi (2024)

## Doppiatori italiani
Nelle versioni in italiano delle opere in cui ha recitato, Fionn O'Shea è stato doppiato da:
- Claudio Crisafuli in La conseguenza
- Andrea Moretti in Normal People
- Niccolò Guidi in Cherry - Innocenza perduta
- Manuel Meli in Prima danza, poi pensa. Alla ricerca di Beckett
- Ivan Spada in Masters of the Air